# Marc Shaiman
Marc Shaiman (Newark, 22 de octubre de 1959) es un compositor, letrista y arreglista estadounidense para televisión, teatro y películas.
Ha estado siete veces nominado a los Oscar y ha recibido un premio Tony y un Grammy por su trabajo en el musical Hairspray, y otro Emmy por co-escribir la actuaciones de Billy Crystal en los premios Oscar. También ha sido nominado dos veces al Grammy por sus arreglos para las grabaciones de Harry Connick Jr. de Cuando Harry encontró a Sally y We Are in Love. También nominado al Emmy por su trabajo en Saturday Night Live. En 2002, fue honrado con el "Outstanding Achievement in Music-A-Film" premio en el Festival de Cine de Hollywood, y en 2007 fue galardonado con el Premio Henry Mancini de ASCAP en reconocimiento a sus logros y contribuciones sobresalientes a la música de cine y televisión. Es el primer galardonado con el Premio de Música de Cine y Televisión a la Mejor Música de película de Comedia.

## Filmografía
- 1987, Broadcast News
- 1988, Big Business
- 1988 Beaches
- 1989 When Harry Met Sally...
- 1990 Misery
- 1991, Scenes from a Mall
- 1991, City Slickers
- 1991, The Addams Family
- 1991, Hot Shots! (actor)
- 1991, For the Boys
- 1992, Sister Act
- 1992,  Mr. Saturday Night
- 1992, A Few Good Men
- 1993, Sleepless in Seattle
- 1993, Heart and Souls
- 1993, Life with Mikey
- 1993, Addams Family Values
- 1993, Sister Act 2: Back in the Habit
- 1994, City Slickers II: The Legend of Curly's Gold
- 1994, North
- 1994, Speechless
- 1994, That's Entertainment! III
- 1995, Stuart Saves His Family
- 1995, Forget Paris
- 1995, The American President
- 1996, Bogus
- 1996, Mother
- 1996, The First Wives Club
- 1996, Ghosts of Mississippi
- 1997, George of the Jungle
- 1997, In & Out
- 1997, My Giant
- 1998, Simon Birch
- 1999, Patch Adams
- 1999, The Out-of-Towners
- 1999, South Park: Bigger, Longer & Uncut
- 1999, The Story of Us con Eric Clapton
- 2000, The Kid
- 2001, Get Over It
- 2001, One Night at McCool's
- 2001, The Wedding Planner
- 2002, Bowling for Columbine
- 2003, Down with Love
- 2003, Alex & Emma
- 2003, Marci X
- 2003, The Cat in the Hat
- 2004, Team America: World Police (solo canciones, la banda sonora fue rechazada y sustituida por la que compuso Harry Gregson-Williams.)
- 2005, Dicen por ahí...
- 2007, Hairspray
- 2007, The Bucket List
- 2010, Flipped
- 2016´ ((the besso))
- 2016´ LBJ
- 2018, El regreso de Mary Poppins

## Premios y distinciones
Premios Óscar
| Año  | Categoría                              | Canción                          | Película                                       | Resultado |
| ---- | -------------------------------------- | -------------------------------- | ---------------------------------------------- | --------- |
| 1994 | Mejor canción original                 | «A Wink and a Smile»             | Sleepless in Seattle                           | Nominado  |
| 1996 | Mejor banda sonora - Comedia o musical |                                  | El presidente y Miss Wade                      | Nominado  |
| 1997 | Mejor banda sonora - Comedia o musical |                                  | El club de las primeras esposas                | Nominado  |
| 1999 | Mejor banda sonora - Comedia o musical |                                  | Patch Adams                                    | Nominado  |
| 2000 | Mejor canción original                 | «Blame Canada»                   | South Park: Más grande, más largo y sin cortes | Nominado  |
| 2019 | Mejor banda sonora                     | -                                | El regreso de Mary Poppins                     | Nominado  |
| 2019 | Mejor canción original                 | «The Place Where Lost Things Go» | El regreso de Mary Poppins                     | Nominado  |